# La Pyramide de Triboulet
La pirámide de Triboulet es un cortometraje mudo francés de 1899 de Georges Méliès.

## Trama
En una habitación ornamentada, el bufón Triboulet convoca mágicamente a nueve hombres de un baúl, los sienta en niveles formando una pirámide y los convierte en mujeres vestidas de corte.

## Estreno
Méliès actúa en la película como Triboulet, el famoso bufón de los reyes franceses Luis XII y Francisco I. Hizo otra película protagonizada por Triboulet, El rey y el bufón, en 1907. La Pirámide de Triboulet fue vendida por la Star Film Company de Méliès y ocupa el número 218 en sus catálogos, donde se anunciaba como un tableau sensacionalista para coloris ("una escena sensacional para colorear a mano").
Méliès quemó todos los negativos de cámara originales supervivientes de sus películas hacia el final de su vida, y se presume que alrededor de tres quintas partes de su producción se perdieron. Esta película estuvo entre las películas perdidas hasta 2007, cuando una copia fue identificada y restaurada por la Filmoteca de Cataluña.